# メイQノ地下ニ死ス
『メイQノ地下ニ死ス』（メイキューノチカニシス）は、コンパイルハートより2015年12月17日に発売されたPlayStation Vita用ゲームソフト。コンパイルハートのブランド・魔界1番館の第2作目であるターン制RPG。

## ゲームシステム

### ガーディアン
概要
キャラクター一人につきガーディアンを一体つけることができる。全部で10体存在し、相性などはあるが誰にどのガーディアンを宛がうかは自由である。
ボディ・右腕・左腕・魔械コアの4パーツからなり、これらを自由に変更することができる。各パーツにはスキルが設定されており、戦闘中はその中から任意に選択して実行できる。そのうち心臓部となる魔械コアは五行の属性が割り振られており、身体が属性に合わせた色に変化する。攻撃回数の制限・パーツ破壊などはない。
生身よりも圧倒的に強いため戦闘の主軸となるが、キャラが倒されるとまとめて戦闘不能に陥ってしまう。また、一気に耐久力を回復する術に乏しいのも難点。
ガーディアンのパラメータはレベルアップ以外にも担当するキャラの属性値によって上昇するようになっている。
キャラとは別にレベルアップし、同様に基礎ステータスが強化される。ガーディアンが倒されている場合、担当キャラが生存していてもガーディアンには経験値は入らない。
パーツ
ボディは腕を除いた全身を構築し、耐久力や攻撃力・防御力などの基礎パラメータを司る。また、交換する機会が少なく、パワーアップには後述するファクトリーで専用の強化が必要となる。
腕は全てのスキルが攻撃系で占められた攻撃の要と言えるパーツ。装着するにあたって左右の区別はない。両腕を同じパーツでまとめると、強力なスキルが解放される。
コアは名の通り核と言えるパーツで、「魔宝石」というアイテムを装着することでステータスを強化したり一度に複数のスキルを発動させるなどといった特殊な攻撃を使用可能になったりする。装着可能数はガーディアンのレベルアップによって増加する。
担当するキャラの属性と使用する攻撃の属性が一致している場合、効果が多少強化される。
魔械ファクトリー
サザンクロスにある工房で、ガーディアンのパーツを作製することができる。
作製可能なパーツは、ダンジョンなどで入手できる魔械術書を使用することで増やせる。
製作にはお金とは別に入手できる「エーテル」・敵などから入手できる「魔鉱石」・パーツごとに異なる「魔宝石」の3種を必要とする。
また、非売品のボディは「形態進化」によってパワーアップすることができる。これを実行するには魔械術書の他、魔宝石ではなくレアなアイテムを必要とする。

### キャラクタ
概要
ガーディアンのパイロットともいえる生身のキャラ。ガーディアンは攻撃系のスキルを多く持つのに対し、キャラクターはガーディアンをサポートするためのスキル・魔械術を多く持っている。
ガーディアンと違って変更できる装備品は後述する「シード」のみで、素のパラメータも強化具合もガーディアンよりも大きく劣るため、サポートがメインとなる。
シード
各キャラに割り当てられたスロットに魔宝石を組み込むことでキャラのパワーアップを図ることができる。同じ魔宝石でもガーディアンに装着する時とは効果が全く異なる。なお、名前に「シード」と付くものはシードにしか使えない。
特に違うところは「属性値」が割り当てられていることで、その最終値÷100の倍率分だけ基礎パラメータを増幅できる。
装着するには空きスロットの他にも、装着する魔宝石のコストが「魔械力」というパラメータ以下でなければならない。魔械力はレベルアップによって増加する。
特殊効果はキャラそのものパラメータを補正するものと属性値を補正するものの2パターンがメイン。一部、「1つ目のシードの全特性/属性値のみをコピーする」という効果のものもある。
序盤はスロットも少なくさほど倍率は高くないが、ストーリーが進行するにつれて属性値の影響はかなり大きくなるので本作の難易度に大きく関与する重要な要素である。
フォーム
各キャラには何属性を司るのかを決める「フォーム」が設定されている。名称はセントラル＋四季の英語の5パターンある。
エストラのみ塔をクリアするごとに新しいフォームを獲得して変更できるが、他のキャラは全て固定である。なお、変更するとエストラの外見が変化する（イベントの立ち絵も同様）。
フォームには熟練度が設定されており、戦闘を行った回数によって属性値が上昇していくようになっている。戦闘回数なので、戦闘終了時に戦闘不能になっていても無関係。
スキル
キャラが既定のレベルに到達すると、スキルを習得できる。習得レベルはステータス画面で確認可能。
スキルには使用回数が決まっており、消耗した回数は宿泊でしか回復できない。回数はレベルアップによって個別に最大数が増えていく。
移動中に使用できるのは単体回復系および移動系スキルだけで、全体回復系は戦闘中でのみ使用できる。

### 戦闘
概要
戦闘時は、ガーディアンかキャラクタかを任意で切り替えてコマンドを選択できる。選択したコマンドによって被攻撃対象に差があり、次のターンまで変更することはできない。
ガーディアンによる行動の場合、各パーツの組み合わせによって使用できるコマンドがすべて表示されるので、その中から任意に一つ選択して実行できる。この場合、直接攻撃系のスキルでなければ全てガーディアンに攻撃が及ぶ。
キャラの場合、通常攻撃・魔械術・アイテム・防御が選択できる。魔械術・アイテムの場合はランダムで、攻撃・防御は確実に敵の攻撃はキャラに及ぶようになっている。ランダムの場合は、2,3割程度である。
注意点として、戦闘中は回復アイテムは使用できない。そのため、回復するには魔械術を使うしかない。
敵を全滅させれば勝利となり、経験値・お金・エーテル・ドロップアイテムが入手できる。逆にキャラが全滅してしまうと敗北となり、ペナルティなしで宿屋に戻される。
ボス級の敵に敗れた場合は、撃破指数がパーセンテージで表示される。
特殊モンスター
出現する敵の中には、ランダムで「変異体」「覚醒体」「巨大化」という呼称とピンク色のオーラを放つ固定が混ざっている場合がある。
これらは通常のものよりもパラメータが数倍に強化されており、非常に強敵となっている。反面、各獲得物及びドロップ率にも倍率補正がかかっているため、十分相手できるレベルならむしろチャンスと言える。
出現の場合はランダムであるが、条件を満たすと入手できるアイテムを使用することで強制的に強化個体にすることも可能。
十二星獣
ストーリーが進行すると、塔に封じられた強大なモンスター「十二星獣」に挑むことができる。
十二星獣は黄道十二星座をモチーフとし、倒すと十二星獣の名を冠した腕パーツの素材と魔宝石（シード）を入手できる。これらは使用するのに多大なコストを必要とするが、どれも強力である。
彼らが封印されている空間「封印の魔」は「封印波探知機」というアイテムを使用することで探知することができる。ミニマップ上にその座標を捉えていれば公開され、捉えてなければ「この近くにはない」、そもそもそのフロア自体になければ「フロアにはない」と表示される。
封印の魔と言っても複数存在し、基本的に各ダンジョンの最奥部付近に十二星獣が封印されており、それ以外は宝部屋となっている。

### ダンジョン・施設
概要
メインダンジョンである塔は「黒の塔」からスタートし、クリアすることで新しいダンジョンが解放される仕組みとなっている。
ダンジョン内ではオートマッピングが常時機能しており、正面及び斜め前方の3マスのマップが記録されていく。
ダンジョン・町ではどちらでも同様にメニューを開くことができ、魔械術・アイテムの使用や中断セーブなどが可能。中断セーブは一つしか記録できないが、セーブだけ行うことも可能で、ロードしても削除されない。
ギミック
ダンジョン内には様々な仕掛けがあり、プレイヤーをサポートしたり邪魔したりしてくる。
サポートギミックは主に3つあり、各階層の特定ポイントを結ぶワープゾーン、HP・耐久力・スキル回数を回復できる回復の泉、魔械術「マカイジャンプ」で外部からもワープしてこれる星碑が存在する。ワープゾーン以外は主にボス部屋の手前にある。
お邪魔ギミックは隠し扉・一方通行・通行禁止・鍵付き扉など移動を妨げるものが主体。鍵付き扉はスイッチなど別ギミックで開錠する。ダメージゾーンやダークゾーンはなく、落とし穴もそう多くはない。
町施設
宿屋「星風亭」では宿泊に加えてメインセーブをすることができる。また、よろず屋に新商品や掘り出し物が入荷していればそのことを教えてくれる。
よろず屋「キャッシュ」ではアイテムの売買が可能。ガーディアンのパーツなども売っている。ただし、ここで購入したボディは形態進化の対象とはならない。また、進行度に応じて一点物の貴重品が掘り出し物として出品される。
魔械ギルド「アローズ」では塔のモンスターが落とす貴重品や魔宝石の入手依頼を受けることができる。なお、この貴重品はそれ以外の用途はない。依頼達成数に応じて新しい依頼が開示されるようになっているため、一通りクリアしていく必要がある。
前述の魔械ファクトリーもここで実行できる。他にもイベント限定で一時的に開示される場所があるが、あくまでイベントのためだけなので終了すればリストから消える。

## あらすじ
この星の自転が止まり、夜だけとなってしまった世界。星の自転を再開させる「星のネジ」を回して世界を救うため、ネジを回す資格を得るためにエストラを初めとする5人の魔械士は、おともとなるガーディアンたちを引き連れ、4つの塔を攻略するための旅に出た。

## 登場人物

### 魔械士とその周辺の人びと
エストラ
声 - 大橋彩香
本作の主人公で、土属性の魔械術に長けた魔械士。ウサ耳のようなシルエットのリボンが特徴。人助けが好き。5人の中でも最も魔械術と縁遠い地方から出てきたため、魔械士でありながら魔械術に関する知識が乏しい。
出身のためか序盤に習得する魔械術は他メンバーの同等以下のものばかりであるが、最終的には非常に強力な術が使用可能となるボスキラーの一角。
フレア
声 - 雨宮天
火属性の魔械術に長けた魔械士。星を救った英雄になるのは一人でいいとし、エストラらをライバル視している。結果、塔に入ってきた他メンバーに決闘を申し込んだりしている。
回復系の術は一切使えないが、攻撃力や攻撃回数を2倍にするという術が使えるボスキラーその2。さらに、これらの効果はエストラの術と重複可能。
コニー
声 - 徳井青空
木属性の魔械術に長けた魔械士。明るく無邪気な人物。エストラに次いで魔械術と縁遠い地方出身であるが、代わりに古代遺跡があるらしい。
フレアとは逆に、攻撃に関わる術はほとんど使えない。ガーディアン・キャラクター兼用の強力な回復系や攻撃を回避するためのサポート系を得意とする。また、キャラの蘇生も可能。
マキ
声 - 門脇舞以
金属性の魔械術に長けた魔械士。使命感が強く、エストラ達のお姉さん的存在。サザンクロス出身であるため、各塔攻略に必要なアイテムや知識を有している。
ガーディアンを修復したり物理防御を高める術を得意とするほか、ガーディアンを復活させたり暴走させたりといった術も使える。
セティア
声 - 赤﨑千夏
水属性の魔械術に長けた魔械士。内気でよく他者の顔色をうかがう。髑髏デザインを愛好する。サザンクロスほど都会ではないが、学術都市出身。
攻撃系の術を比較的多く習得する他、キャラクタを回復する術や相手の行動速度を下げる術を得意とする。
パメラ
声 - 大関英里
姉御肌の女盗賊。エストラ達に様々なトラブルを運んでくる。猫耳が生えた巨乳の女性で猫に変身出来る。生い立ちから勝気で人間不信気味な性格の持ち主だが、エストラ達の優しさに少し心を開く。
ガンス
声 - 白石稔
パメラの手下でずんぐりとしたアラビア風の男。
竜の髑髏の戦士。
声 - 天神英貴
金色の鎧に身を包んだ謎の人物。エストラ達のピンチに現れる。その外見から、フレアなどからはモンスターだと疑われた。
エル
星風館のメイド。童顔に似つかぬ巨乳が特徴で、プレイヤーが胸部を触ると揺れる仕掛けが施されている。
老師
声 - 宮岡寛
魔械都市サザンクロスの長で、猫の姿をしている。各地にいるギルドマスターをまとめるグランド・マスターでもある。
元々は人間で前回の「星のネジ」を回した事で現在の姿となった。その当時は絶世の美少年であり、ある場面で人間に戻った際は当時の姿だが、声は猫の時と同じである。

### ガガーリン一味
ガガーリン
声 - 龍波しゅういち
外道に堕ちた魔械士。エストラ達の活躍を快く思わず、彼女達に向けて部下である「闇の三影衆」を放った。
頭部に2本の角が生えた黒い鎧を身にまとう。老師の弟子だった過去を持つ。
火のグレン
声 - 佐々木望
「闇の三影衆」のリーダー格で、火属性の魔械術を扱う。敬語を使うが、嫌味な人物。また、汚れ仕事は部下二人に任せている。顔の上部を2本の角の生えた仮面で覆っている。
金のゴードン
声 - 後藤光祐
グレンの部下である、スキンヘッドの大男。金属性の魔械術を操る。見た目に違わず大雑把で好戦的な性格。
水のアーリア
声 - 赤﨑千夏
グレンの部下である、露出度の高い服装をした女性で、女王様のような喋り方をする。水属性の魔械術を操る。手段を択ばず、汚い手も平気で使う。
その正体はエストラと行動を共にしているセティア。

## 用語
魔械士
魔械術を扱い、ガーディアンと呼ばれるロボットを使役する人々。地方によってその浸透度はまちまち。
なお、魔械術とは純粋な魔法ではなく、ナノマシンを用いた魔法と機械の中間の術である。
魔械都市サザンクロス
魔械士たちの聖地とされる場所。『中黄神殿』を中心として十字状にのびた地形をしており、その四方には魔界につながるとされる『青の塔』『白の塔』『紅の塔』『黒の塔』がある。
守護神
主に「ガーディアン」と呼ばれる。魔械士が命名することで契約し、魔械士を守護するためのロボット。
ガーディアンには、中黄神殿の祭壇で禊ぐことでロールアウトされる「五行」や各塔の祭壇を守護する「四聖獣」といった種類が存在する。
五行は都度生産されるのか、複数台存在している他、敵として登場する場合がある。
竜
各塔に住まう、謎の生物。所謂ドラゴン。
塔の主属性とは異なる属性となっており、撃破することで「竜の像」と特殊な効果を持つイベントアイテムを入手できる。イベント上撃破がほぼ必須な相手
また、各竜の間にはとある共通の秘密が隠されている。

## スタッフ
- プロデューサー：東風輪敬久、水野尚子、北野誠
- ディレクター：田内智樹
- キャラクターデザイン：Ryoji
- ガーディアンデザイン：天神英貴
- 音楽：佐藤天平、門倉聡
- 魔界総監修：YOSHITUNA空

## 開発
本作のディレクターは『メタルマックス』などで知られるが田内智樹が務めた。
田内は電撃Playstationとのインタビューの中で、コンパイルハートさんから“魔械士”と“ガーディアン”の元となるキーワードを貰って企画書を作ったことが本作の開発のきっかけであると述べている。
マップ上に仕掛けやアイテムを仕掛けやすいことから、本作は3DダンジョンRPGとして制作され、3DダンジョンRPGで昼夜の変化を表現することが少ないことから、昼夜が切り替わらない理由が世界観やストーリーに組み込まれた。
本作の根幹となる部分は五行思想を基にしており、魔械士の人数が5であることも五行思想に関連している。
田内は魔械士の設定も担当しており、このうちマキは、自身の好みである眼鏡っ娘として設定した。
プレイヤーが飽きないように、本作では様々な種類の仕掛けが施されている。たとえば、迷路しかないダンジョンの場合、迷路を網目状にしたり、選択を迫らせるなど、フロアごとに異なる仕掛けが施されている。
最初に登場する塔はチュートリアルという扱いであり、既存のダンジョンRPGと同じく、部屋と通路を中心としたマップにしている一方、2番目以降の塔は、序盤の塔より広い空間がとられている。
田内は「『メタルマックス』シリーズとは違い、本作の開発には下地がないため、予想外の問題の改善に苦労した」と述べており、『メタルマックス』シリーズを家に例えるならリフォームであるのに対し、本作は更地からの新築であると表現している。